# جواز سفر أرجنتيني
جوازات السفر الأرجنتينية تصدر فقط من قبل الشرطة الاتحادية الأرجنتينية لمواطني الأرجنتين. منذ عام 2011، يتم إصدار الجوازات من قبل السجل الوطني للسكان. الاستخدام الرئيس للجواز هو تسهيل السفر الدولي.
جوازات السفر الأرجنتينية صالحة للسفر في جميع أنحاء العالم، ولكن تتطلب بعض الدول على تأشيرة دخول. الأرجنتينيين لا تحتاج إلى استخدام جواز السفر للسفر داخل أمريكا الجنوبية (باستثناء غيانا)، كما أنها تستخدم وثيقة الهوية الوطنية كوثيقة سفر.

## إنظر أيضا
- متطلبات الحصول على تأشيرة لمواطني الأرجنتين